# Análisis armónico
En matemáticas, el análisis armónico o análisis de Fourier estudia la representación de funciones o señales como superposición de ondas "básicas" o armónicos.
Investiga y generaliza las nociones de series de Fourier y transformadas de Fourier. A lo largo de los siglos XIX y XX se ha convertido en una materia enorme con aplicaciones en campos diversos como el procesamiento de señales, la espectroscopia, la mecánica cuántica o la neurociencia.
La transformada de Fourier clásica en R n  sigue siendo un área de investigación en curso, en particular en lo que respecta a la transformada de Fourier en objetos más generales como distribuciones temperadas. Por ejemplo, si imponemos algunos requisitos a una distribución f, podemos intentar traducir estos requisitos en términos de la transformada de Fourier de f. El teorema de Paley–Wiener es un ejemplo de ello. El teorema de Paley-Wiener implica inmediatamente que si f es una distribución no nula de soporte compacto (esto incluye funciones de soporte compacto), entonces su transformada de Fourier nunca tiene soporte compacto (es decir, si una señal está limitada en un dominio, es ilimitada en el otro). Esta es una forma muy elemental de un principio de incertidumbre en un entorno de análisis armónico.
Las series de Fourier pueden estudiarse convenientemente en el contexto del espacio de Hilbert, lo que proporciona una conexión entre el análisis armónico y el análisis funcional. Hay cuatro versiones de la transformada de Fourier, que dependen de los espacios mapeados por la transformación (discreta/periódica-discreta/periódica: transformada discreta de Fourier, continua/periódica-discreta/periódica: serie de Fourier, discreta/periódica-continua/periódica: transformada discreta de Fourier, continua/periódica-continua/periódica: transformada de Fourier).

## Serie de Fourier
Las series de Fourier se utilizan para descomponer una función, señal u onda periódica como suma infinita o finita de funciones, señales u ondas armónicas o sinusoidales; es decir, una serie de Fourier es un tipo de serie trigonométrica.
Las series de Fourier reciben su nombre en honor a Jean-Baptiste Joseph Fourier (1768-1830), que hizo importantes contribuciones al estudio de las series trigonométricas, que previamente habían sido consideradas por Leonhard Euler, Jean le Rond d'Alembert y Daniel Bernoulli. Fourier introdujo las series con el propósito de resolver la ecuación de conducción del calor en una lámina de metal publicando sus resultados en 1807 Mémoire sur la propagation de la chaleur dans les corps solides ('Memoria sobre la propagación del calor en los cuerpos sólidos'), y publicando su Théorie analytique de la chaleur ('Teoría analítica del calor') en 1822. Ideas previas en descomponer una función periódica en la suma de simples funciones de oscilación datan desde el siglo III a. C., cuando astrónomos antiguos propusieron un modelo empírico de movimiento planetario con base en epiciclo.
La ecuación del calor es una ecuación en derivadas parciales. Previamente al trabajo de Fourier, no se conocía solución alguna para la ecuación de calor en forma general, aunque se conocían soluciones particulares si la fuente de calor se comportaba de manera sencilla, en particular, si la fuente era una onda de seno o coseno. Estas soluciones simples a veces son llamadas valores propios. La idea de Fourier era modelar una fuente de calor compleja con una superposición (o combinación lineal) de simples ondas sinusoidales y para escribir la solución como una superposición de los correspondientes valores propios. A la superposición o combinación lineal se le llama Serie de Fourier.

## Transformada de Fourier
La transformada clásica de Fourier en Rn aún es un área de investigación activa, sobre todo en la transformación de Fourier sobre objetos más generales, como las distribuciones temperadas. Por ejemplo, si imponemos algunos requerimientos sobre una distribución f, podemos intentar trasladarlos a términos de su transformada de Fourier. El teorema de Paley–Wiener es un ejemplo de ello, que implica inmediatamente que si f es una distribución de soporte compacto (lo que incluye a las funciones de soporte compacto), entonces su transformada de Fourier no tiene nunca el soporte compacto. Esto es un tipo muy elemental de un principio de incertidumbre en términos del análisis armónico.
Las series de Fourier pueden ser estudiadas convenientemente en el contexto de los espacios de Hilbert, lo que nos da una conexión entre el análisis armónico y el análisis funcional.

### Uso en ingeniería
La transformada de Fourier se utiliza para pasar una señal al dominio de frecuencia para así obtener información que no es evidente en el dominio temporal. Por ejemplo, es más fácil saber sobre qué ancho de banda se concentra la energía de una señal analizándola en el dominio de la frecuencia.
La transformada también sirve para resolver ecuaciones diferenciales con mayor facilidad y, por consiguiente, se usa para el diseño de controladores clásicos de sistemas realimentados, si conocemos la densidad espectral de un sistema y la entrada podemos conocer la densidad espectral de la salida. Esto es muy útil para el diseño de filtros de radiotransistores.
La transformada de Fourier también se utiliza en el ámbito del tratamiento digital de imágenes, como por ejemplo para mejorar o definir más ciertas zonas de una imagen fotográfica o tomada con una computadora, véase ondícula (wavelet).
Detección de compuestos al analizar las frecuencias electromagnéticas transmitidas en diversos compuestos, materiales y aleaciones

## Análisis armónico abstracto
Una de las ramas más modernas del análisis armónico, que tiene sus raíces a mediados del siglo XX, es el análisis sobre grupos topológicos. El ideal central que lo motiva es la de las varias transformadas de Fourier, que pueden ser generalizadas a una transformación de funciones definidas sobre grupos localmente compactos. 
La teoría para los grupos localmente compactos abelianos  se llama dualidad de Pontryagin, que se considera una proposición muy satisfactoria ya que explica las características envueltas en el análisis armónico. En su página se encuentra desarrollada en detalle.
El análisis armónico estudia las propiedades de tal dualidad y la transformada de Fourier; y pretende extender tales características a otros marcos, por ejemplo en el del caso de los grupos de Lie no abelianos. 
Para grupos generales no abelianos localmente compactos, el análisis armónico está muy relacionado con la teoría unitaria de representación de grupos unitarios. Para grupos compactos, el Teorema de Peter-Weyl explica cómo se pueden conseguir armónicos extrayendo  una representación irreducible de cada clase de equivalencia de representaciones. Esta elección de armónicos goza de algunas de las propiedades útiles de la transformada de Fourier clásica de forma que lleva convoluciones a productos escalares, o por otra parte mostrando cierta comprensión sobre la estructura de grupo subyacente.

## Análisis armónico aplicado

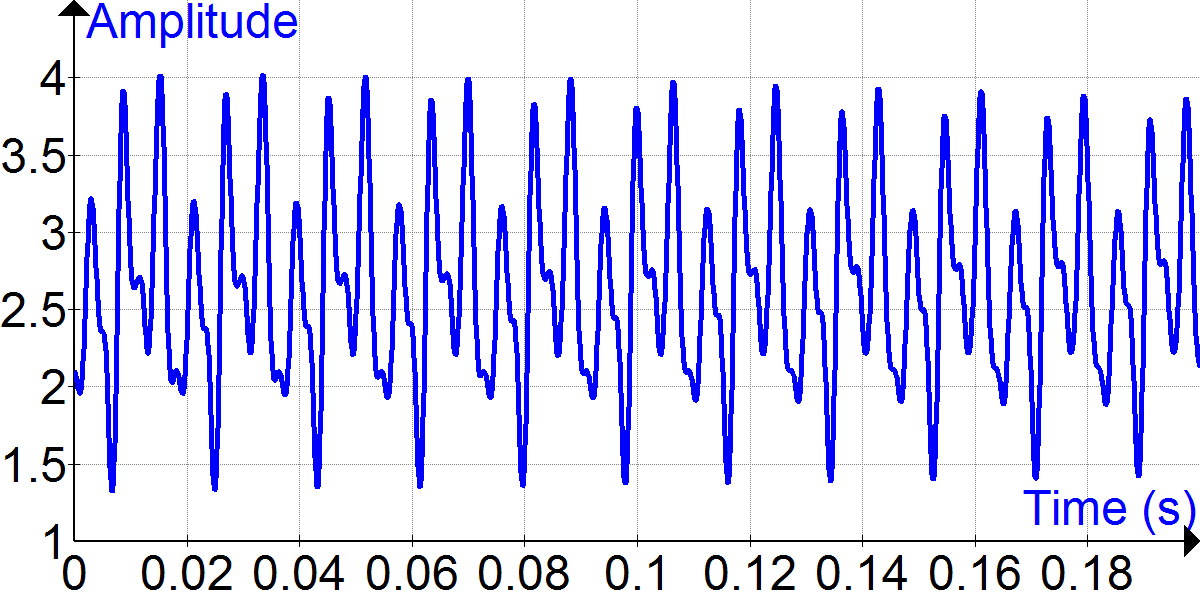
Señal de tiempo de guitarra baja de la nota la de cuerda abierta (55 Hz).

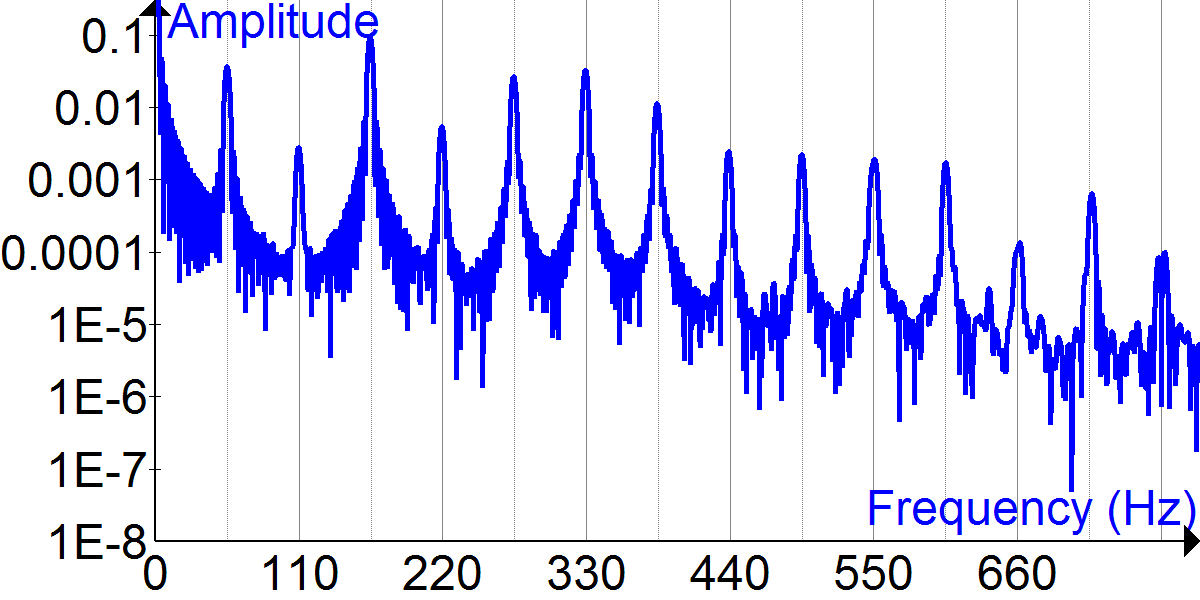
Transformada de Fourier de la señal de tiempo de la guitarra baja de la nota la de cuerda abierta (55 Hz)

Muchas aplicaciones del análisis armónico en la ciencia y la ingeniería comienzan con la idea o hipótesis de que un fenómeno o señal está compuesto por una suma de componentes oscilatorios individuales.  Las mareas oceánicas y las cuerdas vibrantes son ejemplos comunes y sencillos.  El enfoque teórico suele consistir en intentar describir el sistema mediante una ecuación diferencial o un sistema de ecuaciones para predecir las características esenciales, incluyendo la amplitud, la frecuencia y las fases de los componentes oscilatorios.  Las ecuaciones específicas dependen del campo, pero las teorías generalmente tratan de seleccionar las ecuaciones que representan los principios principales que son aplicables.
El enfoque experimental suele consistir en adquirir datos que cuantifiquen con precisión el fenómeno.  Por ejemplo, en un estudio de las mareas, el experimentalista adquiriría muestras de la profundidad del agua en función del tiempo a intervalos lo suficientemente espaciados como para ver cada oscilación y durante una duración lo suficientemente larga como para que se incluyan probablemente múltiples períodos oscilatorios.  En un estudio sobre cuerdas vibrantes, es habitual que el experimentalista adquiera una forma de onda sonora muestreada a una velocidad al menos dos veces superior a la de la frecuencia más alta esperada y durante una duración muchas veces superior al periodo de la frecuencia más baja esperada.
Por ejemplo, la señal superior de la derecha es una forma de onda sonora de un bajo que toca una cuerda abierta correspondiente a una nota A con una frecuencia fundamental de 55 Hz.  La forma de onda parece oscilante, pero es más compleja que una simple onda sinusoidal, lo que indica la presencia de ondas adicionales.  Los diferentes componentes de onda que contribuyen al sonido pueden revelarse aplicando una técnica de análisis matemático conocida como transformada de Fourier, cuyo resultado se muestra en la figura inferior.  Observe que hay un pico prominente a 55 Hz, pero que hay otros picos a 110 Hz, 165 Hz, y a otras frecuencias correspondientes a múltiplos enteros de 55 Hz.  En este caso, 55 Hz se identifica como la frecuencia fundamental de la vibración de la cuerda, y los múltiplos enteros se conocen como armónicos.

## Temas generales del análisis armónico: descomposición, oscilación y geometría
Una característica de los métodos de análisis armónico es que tienden a ser más locales que globales; por ejemplo, es bastante común que una función f se analice aplicando funciones de corte en las variables espaciales o de frecuencia para descomponer f en una serie de fragmentos localizados. Estos fragmentos se estiman por separado y son recombinados posteriormente. Una de las razones de esta estrategia de «divide y vencerás» es que una función genérica f tiende a tener muchas características diferentes (por ejemplo, f podría ser muy muy «puntiaguda», «discontinua» o de «alta frecuencia» en algunos lugares, y «suave» o de «baja frecuencia» en otros), y sería difícil tratar todas estas características a la vez.
Una descomposición bien elegida de la función f puede aislar estas características unas de otras, de modo que cada componente sólo tenga que ver con la función f. entre sí, de modo que cada componente sólo tenga una característica destacada que pueda causar dificultades. Al volver a ensamblar las estimaciones de los componentes individuales, se pueden utilizar herramientas rudimentarias como la desigualdad del triángulo, o herramientas más refinadas, por ejemplo las que de ortogonalidad, o tal vez un algoritmo inteligente que agrupe los componentes en grupos manejables. componentes en grupos manejables. El principal inconveniente del método de descomposición descomposición (aparte de las cuestiones estéticas) es que tiende a dar límites que no son del todo óptimos. óptimos; sin embargo, en muchos casos uno se contenta con estimaciones que difieren de la mejor posible en una constante multiplicativa.
Otro tema básico del análisis armónico es el intento de cuantificar el escurridizo fenómeno de la oscilación. Intuitivamente, si una expresión oscila salvajemente en fase, entonces su valor medio debería ser relativamente pequeño en magnitud.

## Otras ramas
- Estudio de los autovalores y autovectores del laplaciano en dominios, variedades y (en menor medida) grafos también se considera una rama del análisis armónico. Véase, por ejemplo, escuchar la forma de un tambor.[4]
- El análisis armónico en espacios euclidianos se ocupa de las propiedades de la transformada de Fourier en Rn que no tienen análogos en grupos generales. Por ejemplo, el hecho de que la transformada de Fourier es invariante de rotación. La descomposición de la transformada de Fourier en sus componentes radial y esférica conduce a temas como función de Bessels y armónico esféricos.
- El análisis armónico en dominios tubulares trata de generalizar las propiedades de los espacios de Hardy a dimensiones superiores.
- Las formas automórficas son funciones armónicas generalizadas con respecto a un grupo de simetría. Son un área de desarrollo antigua y al mismo tiempo activa en el análisis armónico debido a sus conexiones con el programa Langlands.
- El análisis armónico no lineal es el uso de herramientas y técnicas de análisis armónico y funcional para estudiar sistemas no lineales. Esto incluye tanto problemas con infinitos grados de libertad como también operadores y ecuaciones no lineales.[5]

## En el campo de la inteligencia artificial
Uno de los problemas de la inteligencia artificial generativa es que es como una caja negra.
Parece posible utilizar el análisis de Fourier para analizar cómo aprende una red neuronal profunda a realizar tareas complejas específicas: investigadores de la Universidad Rice, tras entrenar una red neuronal profunda para reconocer flujos complejos de aire o agua y predecir cómo cambiarían estos flujos con el tiempo, le aplicaron un análisis de Fourier (a las ecuaciones que gobiernan la red neuronal). Este método reveló lo que la red neuronal había aprendido y, lo que es más importante, cómo había llegado a ese conocimiento.